# トーマス・ピットフィールド
トーマス・ピットフィールド（Thomas Baron Pitfield、1903年4月5日 - 1999年11月11日）は、イギリスの作曲家、芸術家。
ボルトン出身。王立マンチェスター音楽大学（現在の王立ノーザン音楽大学）でピアノ・チェロ・和声を学んだ後、ボストン美術学校に留学して美術と家具製作を学んだ。その後、ウルヴァーハンプトンのタッテンホール大学で芸術学の修士号を取得した。ピットフィールドは平和主義者で第二次世界大戦時には良心的兵役拒否を行った。1947年から1973年まで王立マンチェスター音楽大学で作曲を教え、教え子にジョン・オグドンなどがいる。
多作な作曲家で、作品には5楽章のシンフォニエッタ、フルート・オーボエ・ピアノのためのトリオ、ピアノ協奏曲、ヴァイオリン協奏曲、リコーダー協奏曲、パーカッション協奏曲、シロフォン・ソナタ、オーボエ・ソナタや、アコーディオンやハーモニカのための曲などがあり、レオン・グーセンスやエヴリン・バルビローリなどによって演奏されている。作風はレイフ・ヴォーン＝ウィリアムズ、パーシー・グレインジャー、フレデリック・ディーリアスの影響を受けている。
また彼のイラストレーションは多くの出版物のデザインに使われ、例えばベンジャミン・ブリテンの「シンプル・シンフォニー」の楽譜のカバーデザインを担当した。